# 龍輝國際控股
龍輝國際控股有限公司，簡稱龍輝國際控股（英語：LONGHUI INTERNATIONAL HOLDINGS LIMITED，港交所：1007），前身為環球乳業控股有限公司和大慶乳業控股有限公司，在1970年當時由黑龍江省大慶市人民政府設立。直至在2007年，由趙傳文（董事會前主席）和兒子趙宇為首財團的環球乳業產品私人有限公司進行收購。
該總部位於中國黑龍江省大慶市大慶高新技術產業開發區安薩路18公里處，以及香港中環花園道1號中銀大廈35樓。該股份自2010年10月28日於香港交易所主板上市。招股價為每股3.6-5.2港元，配售股份為3.6088億股，集資額為12.99-18.77億港元，包括有關投資上游養牛場的擴展計劃、收購相關生產設備及設施等多項事例。
而主要品牌為「仕加」、「愛美樂」，以及「大慶牌」。

## 管理層
- 執行董事[2][3]
  - 洪瑞澤先生（主席）
  - 蘇錦存先生
  - 袁明捷先生
  - 陳軍先生

- 獨立非執行董事
  - 夏其才先生
  - 陳浚曜先生
  - 麥廣帆先生

## 停牌 2012年3月-2018年7月
2012年3月，大慶乳業核數師德勤質疑大慶乳業收購乳站和農地的估值而請辭，大慶乳業亦因而停牌。
2013年2月8日，大慶乳業前主席兼執董趙宇與曾志龍全資持有的輝邦已訂立買賣協議，趙宇沽清手持的52.16%股權，現金代價為5,270.4萬元，每股0.1元，較停牌前收市價1.68元折讓94%。
2017年8月，大慶乳業計劃發行總值超過5.17億港元的新股及可換股債券，收購中國連鎖粵式火鍋餐廳「輝哥」及「小輝哥火鍋」。

## 復牌 2018年7月
2018年7月6日,大慶乳業復牌。 股價大跌, 當日收市價由停牌前的3.36港元，跌至0.29港元，較停牌前下跌89.71%，成交3.58億股，成交額1.31億港元。

## 連結
- 龍輝國際控股有限公司 （页面存档备份，存于）